# Wan Thanakrit
Thanakrit "Wan" Panichwid (tailandés: ธนกฤต พานิชวิทย์, LBTR: Thanakrit Phanitchawit; también conocido como Wan Thanakrit) es un actor y cantante tailandés. Nacido el 12 de agosto de 1985 en Nonthaburi, fue uno de los 12 concursantes y finalistas del evento musical de "Academy Fantasia Season 2".  Además ha interpretado una canción, para la banda sonora de la película titulada "First Love" (A Little Thing Called Love), que fue todo un éxito por el continente asiático. Wan actualmente trabaja como DJ y en dos estaciones de radioemisoras. Aparte de ser un reconocido cantante y DJ, también es actor y escritor.

## Discografía

### Álbumes de estudio
- Baby Hip-Pro (only sang one song, titled "Waak!!")
- Patibatkarn Ray Kai Fun (with AF2)
- Dream Team (with AF1 and AF2)
- Plam Plam (with Jo AF2 and My AF2)
- Soul Much In Love (with AF1, AF2, and AF3)
- AF The Musical "Ngern Ngern Ngern" Soundtrack
- Wan Soloist (Wan's first solo album/2007)
- AF The Musical "Jojo-san" Soundtrack
- Asoke (3rd Album/2011)

## Filmografía

### Dramas
- Peun Ruk Nak Lah Fun with AF2 (Ch.7)
- Tang Fah Tawan Diew with Rotmay Kaneungnij Jaksamittanon (Ch.3 2006)
- Kom Ruk Kom Sanae Ha with Rotmay Kaneungnij Jaksamittanon (Ch.ITV 2006)
- Pok Pah Peur Mae (Ch.9 2007)
- Fai Deurn Hah Gub Fon Deurn Hok (Ch.9 2007)
- Ruk Nee Kiang Tawan (Ch.7 2009)
- Tat Dao Bussaya (2009) with Rotmay Kaneungnij Jaksamittanon (Ch.3 2010)
- Ruk Lon Lon 9 Kon 4 Ku (Modern 9 TV 2010)
- Pla Lhai Paai Daeng with Jaja Primrata Dejudom (Ch.3 2011)
- Mia Taeng (Ch.3 2011)

### Películas
- Yern Pay Lay Say Ma Gu Teh (2007) as Sahat
- Before Valentine Gon Ruk...Moon Rob Tua Rao (2009) as Suthee
- Sweety Movie (2011)

### Commerciales
- Honda Click
- Phillip Light Bulb
- 7-11